# SimCity BuildIt
SimCity BuildIt — условно-бесплатный градостроительный симулятор, который является продолжением линейки игр SimCity и разработан специально для операционных систем под управлением Android и iOS.

## Разработка и выход
Разработкой игры занимается команда из 8-10 человек в Хельсинки.
Впервые о предстоящем выходе игры, стало известно 10 сентября 2014 года. Для устройств под управлением iOS это уже вторая игра линейки SimCity, первой была мобильная версия SimCity 3000 (а также её улучшенная версия). Несмотря на это, SimCity BuildIt является самым первым градостроительным симулятором для мобильных устройств, выполненным полностью в трёхмерной графике, где игрок может поворачивать и масштабировать картинку. По словам разработчиков, игра унаследовала множество особенностей и дизайн компьютерной игры SimCity, выпущенной в 2013 году, но в то же время геймплей кардинально отличается и приспособлен для мобильных устройств. Разработчики также отметили, что при разработке игры общались с игроками, чтобы избежать серьёзных ошибок, как это было ранее с мобильной версией Dungeon Keeper. Разработчики пообещали, что при провале игры они сделают игру многопользовательской. Выход игры состоялся 17 декабря 2014 года. Через три недели после выхода игра была скачана 15,5 миллионов раз, за это время был проведено 648,5 миллионов игровых сессий, что в совокупности составило 8300 лет. Также была выведена статистика игроков из стран, которые больше всего заботятся о благополучии населения, ими оказались Тайвань, Южная Корея, Сингапур, Гонконг и Япония. Пользователи России оказались рядом с Нидерландами и Польшей. Вскоре после выхода игра заняла второе место среди самых скачиваемых iOS-приложений, а во многих других странах также третье.
Вице-президент мобильного подразделения компании Maxis Джейсон Виллинг сообщил, что SimCity BuildIt стала самой популярной игрой из всей франшизы SimCity, так как в неё успели поиграть уже 40 миллионов человек. На июнь 2015 года игра с момента выпуска устойчиво входила в список 100 самых скачиваемых приложений для iPad. Успех игры повлиял на то, что команда разработчиков решила поддерживать интерес к игре, выпуская тематические расширения, например возможность создавать кварталы в стиле Токийской, Лондонской и Парижской постройки, а также возможность устраивать соревнования между игроками.

## Игровой процесс
Игрок в начале получает пустой кусок земли, который он должен обустраивать новыми дорогами, домами, заводами и магазинами. Заводы могут производить сырьё разного типа. Магазины ограничены определённым количеством и производят особые товары из сырья, полученного с заводов. На сырьё и товары можно строить новые дома. Каждый дом строится в 6 этапов, в процессе которых здание из мелких бараков становится большим небоскрёбом.
По мере прохождения уровней требования в городе повышаются, все дома нужно обеспечить сначала электричеством, потом водой, канализацией, утилизацией отходов. Затем пожарными депо, полицией и поликлиниками. Вышеперечисленное является жизненно необходимой инфраструктурой для жителей, если что-то из этого будет отсутствовать, это приведёт к тому, что люди начнут покидать дома. Также город стоит обустраивать зелёными парками: хотя это не является жизненно необходимым, отсутствие парков будет портить жизнь населению. Есть также вспомогательная инфраструктура, отсутствие которой не навредит населению: образование, развлечения, игорный бизнес и культурные памятники. Данные здания можно купить только за ключи, которые выдаются за ежедневные поставки и восстановление зданий после катастроф. Наличие данных зданий будет повышать плотность населения и их общее благополучие. Если население в городе довольно, оно платит высокие налоги.

## Критика
| Сводный рейтинг       | Сводный рейтинг |
| Агрегатор             | Оценка          |
| --------------------- | --------------- |
| Metacritic            | 58/100          |
| Иноязычные издания    |                 |
| Издание               | Оценка          |
| IGN                   | 3,5/5           |
| Pocket Gamer          | 2,5/5           |
| TouchArcade           | [ 10 ]          |
| PC Magazine           | 4/5             |
| Русскоязычные издания |                 |
| Издание               | Оценка          |
| PlayGround.ru         | 6/10            |

Критик сайта Gamezebo Том Кристиансен отметил, что хотя игра принадлежит линейке SimCity, она уже не является градостроительным симулятором, а скорее игрой-головоломкой. Фактически вся игра сводится к добыче и созданию ресурсов для строительства домов, за которые игрок получает деньги и на них, в свою очередь, он может строить инфраструктуру. Критик назвал игру очень муторной, из-за того что весь смысл заключается в том, чтобы собрать правильные ресурсы и порадоваться тому, что построено новое здание, но в то же время похвалил игру за красивую графику и визуальные эффекты.
Другой критик, Мэтт Либл с сайта GameZone, отметил, что хотя графика в игре гораздо примитивнее, чем в SimCity 2013, она всё равно остаётся хорошей для телефонов. Он также отметил, что тем игрокам, которые не платят реальными деньгами за дополнительные «зелёные симолеоны», придётся в будущем очень долго ждать того, чтобы достроить или построить новые здания. Критик верит, что в течение времени разработчики будут выпускать обновления, призванные улучшить игру.
Алексей Перевертень из StopGame.ru в своем обзоре поставил игре оценку «Изумительно», отметив из плюсов отличную графику и разнообразие зданий, а также отсутствие навязчивого «доната», а из минусов недостаток статистики, медленное развитие и привязку к рейтингу.
Стивен Тотило в общем оценил игру, но в то же время отметил, что она не подойдёт тем, кто не умеет терпеть и ждать. Разумеется, эти недостатки можно миновать, если доплачивать за игру.